# Sphyraena guachancho
Sphyraena guachancho är en fiskart som beskrevs av Cuvier 1829. Sphyraena guachancho ingår i släktet Sphyraena och familjen Sphyraenidae. Inga underarter finns listade i Catalogue of Life.